# Bulhus
Et bulhus er en bygning af træ, der er har vandretgående planker mellem de bærende stolper, modsat lodrette planker som det ses i stavkirker.
Stolperne har riller i siderne, hvor de vandrette planker fælles ind i og kan minde lidt om laftebyggeri. Disse planker kaldes bulfjæle, og de er skåret til på overkanten så de har en skarp ryg, der passer ind i en fordybning i den overliggende fjæle. Det bevirker, at der kommer færre sprækker og revner i samlingerne, hvilket mindsker træk.
De er ofte bygget oven på et fundament af kampesten eller syldsten, hvor fodremmen hviler. Formålet er, at træet ikke ligger direkte på jorden, hvilket forårsager råd.
Bulhuse er blevet bygget siden sen vikingetid (ca. år 1000) og op gennem hele middelalderen. Flere danske konger har forbudt opførelsen af bulhuse grundet det store forbrug af træ, som de behøvede til flåden. Der har dog været bygget nye bulhuse helt op i 1800-tallet, men de er erstattet af bindingsværk, hvor felterne mellem bærende stolper blev fyldt ud ved lerklining
Bulladen ved Christiansfeld er formentlig bygget i 1668, og er den største bullade i Danmark, der stadig står på sin oprindelige plads. Bygningen er fredet.